# Baranówka (Śniadków Górny A)
Baranówka – część wsi Śniadków Górny A, położona w Polsce, w województwie mazowieckim, w powiecie otwockim, w gminie Sobienie-Jeziory.
W latach 1975–1998 Baranówka administracyjnie należała do województwa siedleckiego.